# Соколов, Дмитрий Иванович (минералог)
Дмитрий Иванович Соколов (1788, Санкт-Петербург — 19 ноября (1 декабря) 1852, Санкт-Петербург) — российский минералог и геогност. Член Российской академии (1839). Дважды был удостоен Демидовских премий.

## Биография
Д. И. Соколов родился в 1788 году в семье бедных ремесленников. Его отец был слесарем при дворце в Санкт-Петербурге, он скончался когда Дмитрию было 8 лет

### Образование
С 10 сентября 1796 года мать сумела определить Д. И. Соколова в кадетские классы для малолетних за казённое содержание в Горный кадетский корпус. Он хорошо учился и при переводе в студенты был награждён книгами и малой золотой медалью. Основными предметами были французский и немецкий языки, минералогия, геогнозия, петроматогнозия, химия и горные науки. Минералогию преподавал академик В. М. Севергин. В 1805 году он окончил корпус с большой золотой медалью с чином шихмейстера, и был оставлен на 4 года для подготовки к званию преподавателя. Одновременно он работал в минералогическом музее Корпуса. В это время его учителями были П. И. Медер, Е. И. Мечников, А. Яковлев и А. К. Шлегельмильх.
В 1809 году Д. И. Соколов получил звание бергешворена и был назначен преподавателем горных наук Горного корпуса, где проработал почти 40 лет.

## Научная работа

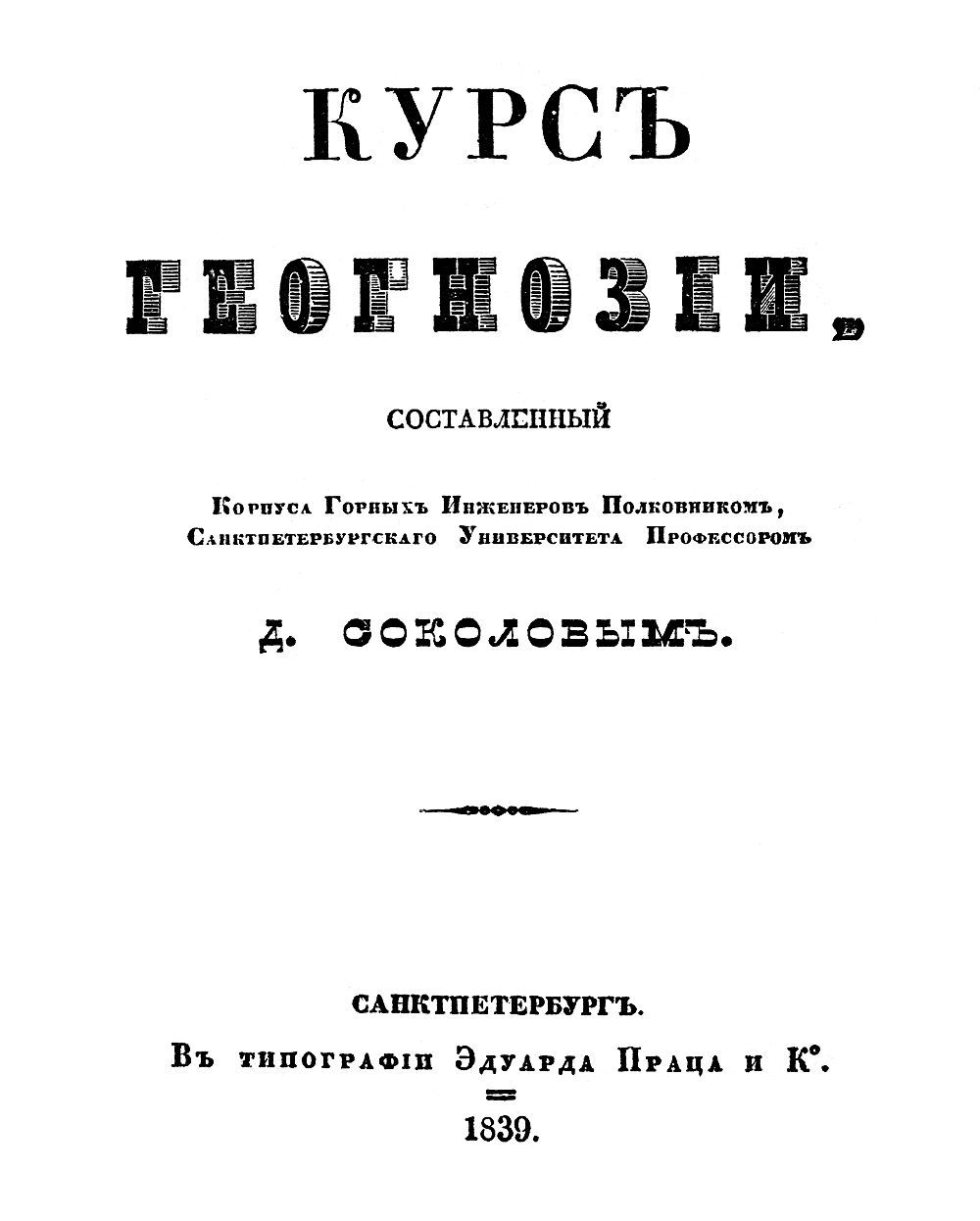

- 1817 — Член-учредитель Минералогического общества
- 1825 — Организатор и редактор «Горного журнала», где помещал свои статьи.

С 1822 по 1844 год состоял профессором в Санкт-Петербургском университете по кафедре минералогии и геогнозии. Был произведён в генерал-майоры.
В 1830-х годы руководил работами по геологической съёмке горных округов Урала. В 1839 году впервые обосновал выделение красноцветных отложений Заволжья в самостоятельную систему, которая в 1841 году английским геологом Родериком Мурчисоном была названа пермской.

## Труды
Автор, редактор и переводчик более 20 научных трудов, среди них:
- Соколов, Д. И. Успехи геогнозии // Горный журнал. — СПб., 1825. — Кн. I. — С. 3—27.
- Соколов Д. И. Руководство к минералогии. — СПб. 1832.
- Соколов Д. И. Курс геогнозии (СПб., 1839; первый по этому предмету на русс. яз. и в 1842 г. вновь переработанный под загл. «Руководство к геогнозии»).